# Tysk-österrikiska backhopparveckan 1958/1959
Under Tysk-österrikiska backhopparveckan 1958/1959 hoppade man i Oberstdorf den 28 december, den 1 januari hoppade man i Partenkirchen och den 3 januari hoppade man i Innsbruck. Deltävlingen i Bischofshofen genomfördes slutligen den 6 januari.

## Oberstdorf
- Datum: 28 december 1958
- Land:  Västtyskland
- Backe: Schattenbergschanze

| Placering | Hoppare           | Land          | Poäng |
| --------- | ----------------- | ------------- | ----- |
| 01        | Helmut Recknagel  | Östtyskland   | 226,5 |
| 02        | Eino Kirjonen     | Finland       | 222,0 |
| 03        | Nikolaj Sjamov    | Sovjetunionen | 221,0 |
| 04        | Anders Woldseth   | Norge         | 219,5 |
| 05        | Otto Leodolter    | Österrike     | 218,0 |
| 06        | Pekka Tirkkonen   | Finland       | 217,5 |
| 07        | Nikolaj Kamenskij | Sovjetunionen | 216,5 |
| 08        | Harry Glass       | Östtyskland   | 215,0 |
| 09        | Arne Hoel         | Norge         | 214,0 |
| 010       | Willi Egger       | Österrike     | 212,5 |

## Partenkirchen
- Datum: 1 januari 1959
- Land:  Västtyskland
- Backe: Große Olympiaschanze

| Placering | Hoppare            | Land          | Poäng |
| --------- | ------------------ | ------------- | ----- |
| 01        | Helmut Recknagel   | Östtyskland   | 225,7 |
| 02        | Koba Zakadse       | Sovjetunionen | 223,0 |
| 03        | Nikolaj Sjamov     | Sovjetunionen | 216,5 |
| 04        | Jurij Samsonov     | Sovjetunionen | 215,7 |
| 05        | Veikko Kankkonen   | Finland       | 215,3 |
| 06        | Kjell Kopstad      | Norge         | 213,7 |
| 07        | Nikolaj Kamenskij  | Sovjetunionen | 213,1 |
| 08        | Arne Hoel          | Norge         | 212,2 |
| 09        | Eino Kirjonen      | Finland       | 212,1 |
| 010       | Walter Habersatter | Österrike     | 211,8 |

## Innsbruck
- Datum: 4 januari 1959
- Land:  Österrike
- Backe: Bergiselschanze

| Placering | Hoppare            | Land          | Poäng |
| --------- | ------------------ | ------------- | ----- |
| 01        | Helmut Recknagel   | Östtyskland   | 230,0 |
| 02        | Veikko Kankkonen   | Finland       | 222,5 |
| 03        | Anders Woldseth    | Norge         | 219,5 |
| 04        | Harry Glass        | Östtyskland   | 217,0 |
| 05        | Walter Habersatter | Österrike     | 214,5 |
| 06        | Arne Hoel          | Norge         | 214,0 |
| 07        | Nikolaj Sjamov     | Sovjetunionen | 212,5 |
| 08        | Pekka Tirkkonen    | Finland       | 212,0 |
| 08        | Willi Egger        | Österrike     | 212,0 |
| 010       | Otto Leodolter     | Österrike     | 211,5 |
| 010       | Jurij Samsonov     | Sovjetunionen | 211,5 |

## Bischofshofen
- Datum: 6 januari 1959
- Land:  Österrike
- Backe: Paul-Ausserleitner-Schanze

| Placering | Hoppare            | Land          | Poäng |
| --------- | ------------------ | ------------- | ----- |
| 01        | Walter Habersatter | Österrike     | 222,5 |
| 02        | Eino Kirjonen      | Finland       | 220,2 |
| 03        | Nikolaj Kamenskij  | Sovjetunionen | 218,6 |
| 04        | Anders Woldseth    | Norge         | 215,0 |
| 05        | Harry Glass        | Östtyskland   | 214,5 |
| 06        | Walter Steinegger  | Österrike     | 211,7 |
| 07        | Jurij Samsonov     | Sovjetunionen | 210,4 |
| 08        | Max Bolkart        | Västtyskland  | 210,3 |
| 09        | Arne Hoel          | Norge         | 210,2 |
| 010       | Rudolf Bykov       | Sovjetunionen | 206,9 |

## Slutställning
| Placering | Hoppare            | Land          | Poäng |
| --------- | ------------------ | ------------- | ----- |
| 01        | Helmut Recknagel   | Östtyskland   | 883,2 |
| 02        | Walter Habersatter | Österrike     | 860,8 |
| 03        | Arne Hoel          | Norge         | 850,4 |
| 04        | Nikolaj Sjamov     | Sovjetunionen | 839,7 |
| 05        | Nikolaj Kamenskij  | Sovjetunionen | 838,2 |
| 06        | Otto Leodolter     | Österrike     | 837,6 |
| 07        | Anders Woldseth    | Norge         | 835,2 |
| 08        | Jurij Samsonov     | Sovjetunionen | 835,1 |
| 09        | Rudolf Bykov       | Sovjetunionen | 833,9 |
| 010       | Harry Glass        | Östtyskland   | 831,0 |